# Stora Lomsjön, Dalarna
Stora Lomsjön är en sjö i Avesta kommun i Dalarna och ingår i Dalälvens huvudavrinningsområde.